# Gentiana lhassica
Gentiana lhassica är en gentianaväxtart som beskrevs av Isaac Henry Burkill. Gentiana lhassica ingår i släktet gentianor, och familjen gentianaväxter. Inga underarter finns listade i Catalogue of Life.